# Новая Порубёжка
Новая Порубёжка — село в Пугачёвском районе Саратовской области, в составе сельского поселения Рахмановское муниципальное образование.
Население — 424 (2010). 

## История
Основано в 1863 году (по другим данным в 1860 году) переселенцами из села Старая Порубёжка
Согласно Списку населённых мест Самарской губернии по сведениям за 1889 год Списку Порубёжка относилось к Любитской волости Николаевского уезда Самарской губернии. В селе проживало 1079 жителей, русские и малороссы, православные. Земельный надел составлял 3477 десятины удобной и 1192 десятины неудобной земли, имелось церковь, 5 ветряных мельниц, земская станция. Согласно переписи 1897 года в селе проживало 1142 жителя, из них православных - 1137
Согласно Списку населённых мест Самарской губернии 1910 года Порубёжку населяли бывшие государственные крестьяне, преимущественно русские, православные, 549 мужчин и 505 женщин, в селе имелись церковь, церковно-приходская школа, 6 ветряных мельниц.
В 1918 году в окрестностях Новой Порубёжки велись бои Гражданской войны
С 1935 по 1960 год село относилось к Клинцовскому району Саратовской области. В составе Пугачёвского района - с 1960 года.
На фронтах Великой Отечественной войны погибли 114 жителей Новой Порубёжки. В 1960 году местная школа получила статус восьмилетней. В 1964 году открылся сельский детский сад, в 1967 году было сдано в эксплуатацию новое здание школы. В поздний советский период Новая Порубёжка была центральной усадьбой колхоза имени Калинина. В 1995 году местная школа получила статус средней общеобразовательной.

## Физико-географическая характеристика
Село находится в Заволжье, на левом берегу реки Камелик (левый приток реки Большой Иргиз). Высота центра населённого пункта - 34 метра над уровнем моря. Почвы: в пойме Камелика - пойменные нейтральные и слабокислые, над поймой: по левой стороне долины реки - солонцы луговатые (полугидроморфные) и лугово-каштановые, по правой стороне - чернозёмы южные.
Село расположено на крайнем юго-востоке Пугачёвского района, примерно в 94 км по прямой от районного центра города Пугачёв. По автомобильным дорогам расстояние до районного центра составляет 82 км, до областного центра города Саратов - 310 км, до Самары - 260 км.
Часовой пояс
Новая Порубёжка, как и вся Саратовская область, находится в часовой зоне МСК+1. Смещение применяемого времени относительно UTC составляет +4:00.

## Население
Динамика численности населения по годам:
| Годы      | 1889 | 1897 | 1910 | 1926 | 2002 |
| --------- | ---- | ---- | ---- | ---- | ---- |
| Население | 1079 | 1142 | 1054 | 854  | 465  |

| 2002 | 2010 |
| ---- | ---- |
| 465  | ↘424 |

Национальный состав
Согласно результатам переписи 2002 года русские составляли 86 % населения села.